# باک یون
باک یون یا پارک یون (کره‌ای: 박연؛ ۲۰ اوت ۱۳۷۸ – ۲۳ مارس ۱۴۵۸) مقام دولتی، دانشور، نویسنده، ستاره‌شناس و موسیقی‌دان در اوایل دوران پادشاهی چوسان بود. او استاد پادشاه سجونگ محسوب می‌شد و در ساخت ابزارهای علمی همچون استرلاب گوی‌شکل هون‌چون‌یی، ساعت آبی بوروگاک جاگیونگ‌نو و ساعت آفتابی یانگ‌بو ایل‌گو همراه با جانگ یونگ شیل مشارکت داشت. باک یون همچنین پنج صدای پایهٔ موسیقی (گونگ، سانگ، گاک، چی، وو) را تعریف کرد که با پنج گروه صامت (اِئوم، سوروم، سونوم، چی‌اوم، هوئوم) در هون‌مین‌جونگ‌اوم (سامانهٔ نوشتاری زبان کره‌ای) مطابقت دارند. او در تطبیق موسیقی دربار با فلسفهٔ نوین کنفوسیوسی، به‌ویژه در مفهوم یه‌آک —که ایده‌ای کنفوسیوسی است و آیین و موسیقی را در هم می‌آمیزد— نقش بسزایی ایفا کرد.
باک یون طی زندگی خود، ۴۵۰ بار به پادشاه سجونگ دادخواست ارائه داد تا ضرورت اصلاح هماهنگی ناکامل سازهای موسیقی و تدوین نت‌نویسی رسمی را یادآور شود و در این راستا، با بهره‌گیری از ۱۲ نُت موسیقایی اختصاصی خود، نُت‌ها را به درستی اندازه‌گیری کرد. این اقدامات، تحول چشمگیری در موسیقی درباری کره پدید آورد. او در کنار وانگ‌سان از گوگوریو و اُروک از شیلا، یکی از سه قدیس موسیقی مشهور تاریخ کره به‌شمار می‌رود.

## در فرهنگ عامه
- بازی شده توسط آن هیو سوپ در مجموعه تلویزیونی سال ۲۰۱۵ ام‌بی‌سی، فوران عشق[۹]
- بازی شده توسط لی گون میونگ در مجموعه تلویزیونی سال ۲۰۱۶ کی‌بی‌اس۱، جانگ یونگ شیل[۱۰]
- یو ناک، اثر موزیکال است که به یاد باک یون ساخته و به او تقدیم شده است.[۱۱]